# Панцирноголовы
Панцирноголовы (лат. Trachycephalus) — род бесхвостых земноводных из семейства квакш, обитающих в Новом Свете.
Монофилия рода поддержана данными о первичной последовательности нескольких ядерных и митохондриальных генов. Вероятная морфологическая синапоморфия касается особенностей парных горловых мешков: при втягивании они заходят глубже углов челюсти.

## Описание
Общая длина представителей этого рода достигает 10 см. Голова среднего или крупного размера. Туловище мускулистое. Кожа толстая с многочисленными бугорками или бородавками, пропитана ядом. Задние конечности значительно длиннее передних. У большинства представителей этого рода отсутствуют перепонки. Пальцы передних и задних конечностей с присосками. Окраска коричневая, бурая, серая с желтоватым, зеленоватым оттенком. Вдоль спины располагаются пятна, своеобразные круги, точечки яркого основного фонового цвета.

## Образ жизни
Населяют тропические и субтропические леса. Ведут древесный образ жизни. Питаются беспозвоночными.

## Размножение
Это яйцекладущие земноводные. Самка откладывает яйца в дупла деревьев, среди листвы.

## Распространение
Обитают от Мексики через Центральную Америку, центральную часть Южной Америки к востоку от Анд до северной Аргентины и восточной Бразилии.

## Классификация
На январь 2023 года в род включают 18 видов:
- Trachycephalus atlas Bokermann, 1966 — Бразильский панцирноголов
- Trachycephalus coriaceus (Peters, 1867) — Равнинная жабовидная квакша
- Trachycephalus cunauaru Gordo at al., 2013
- Trachycephalus dibernardoi Kwet & Sole, 2008
- Trachycephalus hadroceps (Duellman & Hoogmoed, 1992)
- Trachycephalus helioi Nunes at al., 2013
- Trachycephalus imitatrix (Miranda-Ribeiro, 1926) — Горная жабовидная
- Trachycephalus jordani (Stejneger & Test, 1891) — Равнинный панцирноголов
- Trachycephalus lepidus (Pombal, Haddad & Cruz, 2003)
- Trachycephalus macrotis (Andersson, 1945)
- Trachycephalus mambaiensis Cintra at al., 2009
- Trachycephalus mesophaeus (Hensel, 1867) — Прибрежная жабовидная квакша
- Trachycephalus nigromaculatus Tschudi, 1838 — Чернопятнистый панцирноголов
- Trachycephalus quadrangulum (Boulenger, 1882)
- Trachycephalus resinifictrix (Goeldi, 1907)
- Trachycephalus typhonius (Linnaeus, 1758) — Ядовитая квакша, или бразильская квакша
- Trachycephalus venezolanus (Mertens, 1950) — Венесуэльский гребнистоголов
- Trachycephalus vermiculatus (Cope, 1877)

## Галерея
- Равнинный панцирноголов
- Прибрежная жабовидная квакша
- Trachycephalus dibernardoi
- Чернопятнистый панцирноголов
- Ядовитая квакша